# Fakty po Faktach
Fakty po Faktach – program publicystyczny nadawany od 5 maja 2008 na antenie TVN24, a od 2014 także w TVN24 BiS. Emisja rozpoczyna się w dni robocze o godz. 19:31, a w weekendy o godz. 19:26. Emitowany jest od poniedziałku do piątku, a od stycznia 2010 również w soboty i niedziele. Przy ważnych wydarzeniach program jest emitowany także w TVN.
W programie były poruszane tematy prezentowane w danym dniu w Faktach TVN oraz te, które nie zmieściły się w głównym ich wydaniu. Obecnie program ma charakter publicystyczny. Do studia zapraszani są goście, najczęściej politycy, ale też eksperci czy gwiazdy show biznesu. Dyskutują oni z prowadzącym na temat bieżących wydarzeń: politycznych, społecznych czy gospodarczych. „Fakty po Faktach” stanowią swoiste przedłużenie serwisu informacyjnego TVN.

## Prowadzący

### Obecnie
- Grzegorz Kajdanowicz (od 2008)
- Piotr Marciniak (od 2008)
- Anita Werner (od 2008)
- Katarzyna Kolenda-Zaleska (od 2011)
- Diana Rudnik (od 2017)
- Piotr Kraśko (od 2020)

### Dawniej
- Justyna Pochanke (2008–2020)[2]
- Kamil Durczok (2008–2015)[3]
- Beata Tadla (2008–2011)[4]